# Lady Godiva (Band)
Lady Godiva war eine deutsche Irish-Folk-Rock-Band aus Arnsberg, Nordrhein-Westfalen, die von 1994 bis 2006 bestand. Entstanden im März 1994 aus der Idee, eine Band zu gründen, die Musik im Stil der Pogues macht, wurden im Freundeskreis die Instrumente verteilt. Zum Teil mussten die neuen Bandmitglieder ihr Instrument autodidaktisch erlernen, um dabei sein zu können. Der Bandname wurde in Anlehnung an den Titel „Lady Godiva’s Operation“ gewählt, der auf Velvet Undergrounds 1967 erschienenem Album White Light/White Heat veröffentlicht wurde und sich auf die Legende der Lady Godiva bezieht.

## Geschichte

### Gründung
Durch Zufall bot sich der gerade gegründeten Band eine Auftrittsmöglichkeit: Das erste Konzert – keine drei Monate nach Gründung der Band – fand auf dem Pfarrfest der katholischen Gemeinde in Arnsberg-Herdringen statt. Durch die positive Resonanz auf diesen Auftritt ergaben sich weitere Gigs und die Band schaffte es, sich einen Namen als Garant für zünftige Partyabende im Zeichen der irischen Musik zu machen.
Die zu Beginn gewählte Besetzung – Schlagzeug, Bass, Mandoline/Banjo/Gitarre, Akkordeon, Tin Whistle und Gesang – wurde bald durch eine Geigerin ergänzt. Zunächst bediente sich die Band im reichhaltigen Fundus irischer Traditionals, die natürlich durch Coverversionen einiger Stücke der Pogues ergänzt wurden. Später folgte ein stetig wachsender Teil an Eigenkompositionen.
Lady Godiva erwarb sich sehr schnell den Ruf als gute Live-Band und wurde bundesweit für größere Festivals wie z. B. Sound of Frankfurt, Force-Attack-Festival, Zeltfestival Freiburg, Open-Flair-Festival oder den Hafengeburtstag in Hamburg gebucht.

### AlbumWhisky You’re the Devil
Im November 1996 veröffentlichte die Band ihr erstes Album „Whisky You’re The Devil“, das durch ein provokantes Cover einiges Aufsehen erregte: Auf der Platte war das Foto eines zu Tode gefahrenen Hundes zu sehen, das die Band als überspitzte Anspielung auf die Gefahren des Alkoholmissbrauchs verstand. Die Arnsberger Öffentlichkeit verstand diese Darstellung nicht auf Anhieb, sodass sich die Band gezwungen sah, durch öffentliche Stellungnahmen zu beschwichtigen.
Das Album enthielt einen der bekanntesten Titel der Band: „One Whisky“.

### AlbumTales of Kings and Boozers
„Tales Of Kings And Boozers“, das zweite Album der Band, wurde im Mai 1998 veröffentlicht und führte den auf der ersten Veröffentlichung eingeschlagenen musikalischen Weg konsequent weiter und war sowohl in technischer als auch in musikalischer Hinsicht nicht mehr so rau wie der Vorgänger.

### AlbumRed Letter Day
Zu Ende des Jahres 1999 erfolgte die erste Umbesetzung des ursprünglichen Lineups: An der Gitarre fand ein Wechsel statt und Jan Beckmann kam in die Band, außerdem verließ die Geigerin die Band. Mit der neuen „Lady Godiva“ wurde der Sound der Band deutlich rockiger. In dieser Besetzung wurde im Winter 2000/2001 das dritte Album „Red Letter Day“ im Studio „Der Ton“ des Produzenten Martin Meinschäfer (Hob Goblin/Dolls United/Rosen und Gomorrha) eingespielt. Das Album wurde im April 2001 veröffentlicht und enthielt neben Traditionals und eigenen Stücken der Band Coverversionen von Bob Dylans „The Death Is Not The End“ und Lee Majors’ „The Unknown Stuntman“, das als Titelmelodie der US-amerikanischen Fernsehserie Ein Colt für alle Fälle bekannt geworden war. Im Vergleich zu den beiden Vorgängeralben fiel das dritte Album sehr vielseitig aus – neben den bisherigen Folk- und Rockelementen wurden auch Einflüsse aus Punk und Country verarbeitet, als Bonustrack wurde ein A-cappella-Stück angehängt.

### AlbumZooperation
Bereits in der Mitte des Jahres 2001 folgten zwei weitere Wechsel im Lineup: Jan Beckmann und Carlo Hellwig verließen aus beruflichen Gründen die Band. Sie wurden ersetzt durch Michael Schweineberg (Gitarre) und Lars Schneider (Bass), die bereits in der Arnsberger Metal-Formation „Down The Drain“ zusammen Musik gemacht hatten.
In dieser Besetzung wurde 2003 das vierte – und bislang letzte – Album der Band, „Zooperation“, eingespielt. Auch dieses Album wurde von Martin Meinschäfer produziert.

### SingleIn der Weihnachtsbäckerei
Bereits im Herbst 2000 hatte sich Lady Godiva mit einer semi-professionell im Proberaum aufgenommenen Coverversion des bekannten Weihnachtsliedes In der Weihnachtsbäckerei des bekannten Kinderliedermachers Rolf Zuckowski bei der damaligen Internetmusikplattform peoplesound.de beworben. Vom ersten Tag an belegte diese Version Nummer 1 der peoplesound.de-X-Mas-Charts und tauchte sogar im Sommer 2001 wieder in den Folkcharts der Plattform auf. Diese „rockige“ Version des Liedes wurde im Rahmen der Aufnahmen zur CD „Zooperation“ nochmals professionell aufgenommen. Der offizielle Single-Release (RockUp-Records/ZYX Music) war im November 2003. Der Song brachte der Band bundesweit Airplay und diverse Samplerbeiträge. Das Lied war bis zur Auflösung der Band fester Bestandteil der Setlist bei Konzerten in der Weihnachtszeit.

### DVDDrink, Dance, Dangle
Am 10. Januar 2004, im Rahmen eines Konzertes im Alten Schlachthof in Soest, nahm die Band ihre erste DVD, die aus Anlass des 10. Bandjubiläums zum 1. April 2004 auf RockUp-Records veröffentlicht wurde. Neben 16 Live-Tracks enthielt die DVD auch einen Bonusteil mit einem Interview der Band und einem „On the road“-Videoclip.
Rezension zur DVD von in-your-face.de:
Irish Folk Punk hat immer etwas mit Spaß, guter Laune und einem Haufen Menschen zu tun, der gemeinsam feiert. „Drink Dance Dangle“ ist das Geschenk, das Lady Godiva sich selbst und ihren Fans zum Zehnjährigen machen, das genau dieses Feeling auf den Punkt bringt. In einer für Underground Labels überraschend guten Qualität rocken die sieben Burschen auf dieser Live-DVD entspannt ihr Set runter und sprühen über Bildschirm und Boxen die gute Laune nur so in den Raum.
Die Jungs wissen, wie Punk geht und sie wissen, wie traditioneller Irish Folk geht mit allen Instrumenten, die sich das Völkchen im Grünen so ausgedacht hat. Nicht zuletzt wissen sie, wie man Spaß hat. All das packen sie auf „Drink Dance Dangle-DVD“ in schöne Songs, mit denen sie seit zehn Jahren vielen Leuten ein Lächeln ins Gesicht und ein Glas Bier in die Hand gezaubert haben.

### Auflösung und Reunion
Im Januar 2006 trennte sich Lady Godiva nach fast zwölf Jahren Bandgeschichte, über 300 Konzerten im gesamten Bundesgebiet und dem benachbarten Ausland, da die Doppelbelastung von Beruf und Band für einige Musiker nicht mehr zu bewältigen war.
Am 15. November 2013 gab die Band über Facebook bekannt, dass für den 20. April 2014 ein einmaliges Reunion-Konzert in Arnsberg geplant war. Anlass war das 20-jährige Gründungsjubiläum der Band.

## Nachfolgeprojekte
Nach der Auflösung von Lady Godiva entschlossen sich einige Bandmitglieder zur Gründung der Band „Fußballgott“. Diese Band brachte im WM-Sommer 2006 bekannte Fußball-Songs wie „Fußball ist unser Leben“ auf die Bühne. Aus dieser Band wiederum ging nach Ablauf der Weltmeisterschaft „Kings & Boozers“ hervor, die u. a. Songs von Lady Godiva in einem etwas härteren Songgewand spielt. Außerdem spielen einige Mitglieder dieser Band ebenfalls noch bei der Band „Muirsheen Durkin & Friends“.

## Sonstiges

### Tribute to the Petards
Die Band verbindet eine langjährige Freundschaft mit der „FMS – Freie Musikerinitiative Schrecksbach“. Im Rahmen eines „Tribut-Projektes“ für die aus dem Raum Schrecksbach stammende Beat-Band The Petards, die vor allem in den 1960er Jahren bundesweit Berühmtheit erlangte, nahm  Lady Godiva den Song „Love is all around“ auf. Dieser Song ist sowohl auf dem Petards-Sampler „Tribute To The Petards“ (Zun Records, EAN 4033758032173) als auch auf der Lady Godiva-CD „Zooperation“ zu finden.

### The Whisky Priests
Nachdem einige Mitglieder der Band schon in den 1980er Jahren Konzerte der Whisky Priests besucht hatten, kam es im Jahr 1994 bei einem Konzert im heimischen Raum zu einem ersten persönlichen Kontakt. In der Folge entwickelte sich ein freundschaftliches Verhältnis und eine Reihe von gemeinsamen Konzerten. Bei diesen Konzerten standen beide Bands auch gemeinsam auf der Bühne und spielten einige Songs wie z. B. Do-li-a oder Johnny Miner als Zugabe. 

## Diskografie
Alben
- 1996: Whisky You’re the Devil
- 1998: Tales of Kings and Boozers
- 2001: Red Letter Day
- 2003: Zooperation

Singles
- 2000: Unknown Stuntman
- 2003: Weihnachtsbäckerei

DVDs
- 2004: Drink Dance Dangle – Live